# Brežice (gemeente)
Brežice (Duits: Rann an der Save) is een zelfstandige gemeente en een historische stad in de regio Stiermarken in het zuidoosten van Slovenië. Brežice telde 23.253 inwoners bij de volkstelling van 2002.
Bij de gelijknamige stad in de gemeente vloeien diverse rivieren samen, waaronder de Krka en de Sava. In de gemeente is veel wijnbouw.
Een grote toeristische trekpleister is het rond warmwaterbronnen gebouwde Čatež.

## Plaatsen in de gemeente
Arnovo selo, Artiče, Bizeljska vas, Bizeljsko, Blatno, Bojsno, Boršt, Bračna vas, Brezje pri Bojsnem, Brezje pri Veliki Dolini, Brezovica na Bizeljskem, Brežice, Brvi, Bukošek, Bukovje, Bušeča vas, Cerina, Cerklje ob Krki, Cirnik, Cundrovec, Curnovec, Čatež ob Savi, Čedem, Črešnjice pri Cerkljah, Dečno selo, Dednja vas, Dobeno, Dobova, Dolenja Pirošica, Dolenja vas pri Artičah, Dolenje Skopice, Dramlja, Drenovec pri Bukovju, Dvorce, Gabrje pri Dobovi, Gaj, Gazice, Globočice, Globoko, Glogov Brod, Gorenja Pirošica, Gorenje Skopice, Gornji Lenart, Gregovce, Hrastje pri Cerkljah, Izvir, Jereslavec, Jesenice, Kamence, Kapele, Koritno, Kraška vas, Križe, Krška vas, Laze, Loče, Mala Dolina, Mali Cirnik, Mali Obrež, Mali Vrh, Mihalovec, Mostec, Mrzlava vas, Nova vas ob Sotli, Nova vas pri Mokricah, Obrežje, Oklukova Gora, Orešje na Bizeljskem, Pavlova vas, Pečice, Perišče, Piršenbreg, Pišece, Podgorje pri Pišecah, Podgračeno, Podvinje, Ponikve, Poštena vas, Prilipe, Račja vas, Rajec, Rakovec, Ribnica, Rigonce, Sela pri Dobovi, Silovec, Slogonsko, Slovenska vas, Sobenja vas, Spodnja Pohanca, Sromlje, Stankovo, Stara vas - Bizeljsko, Stojanski Vrh, Trebež, Velika Dolina, Velike Malence, Veliki Obrež, Vinji Vrh, Vitna vas, Volčje, Vrhje, Vrhovska vas, Zasap, Zgornja Pohanca, Zgornji Obrež, Žejno, Župeča vas, Župelevec

## In Brežice geboren
- Željko Ražnatović alias Arkan (1952-2000), Servisch nationalist en oorlogsmisdadiger
- Rebeka Dremelj (1980), fotomodel en zangeres